# Saint-Clément (titre cardinalice)
Pour les articles homonymes, voir Saint-Clément.
Le titre cardinalice de Saint-Clément est mentionné pour la première fois par saint Jérôme dans sa Vie de saint Clément du De uiris illustribus. Selon le catalogue de Pietro Mallio, achevé au cours du pontificat du pape Alexandre III, le titre est lié à la basilique Saint-Clément-du-Latran et ses prêtres y célèbrent la messe à tour de rôle.

## Sources et références
Source
- (it) Cet article est partiellement ou en totalité issu de l’article de Wikipédia en italien intitulé « San Clemente (titolo cardinalizio) » (voir la liste des auteurs).

Références